# Kamimura Shuichi
Shuichi Kamimura (sinh ngày 1 tháng 9 năm 1981) là một cầu thủ bóng đá người Nhật Bản.

## Sự nghiệp câu lạc bộ
Shuichi Kamimura đã từng chơi cho Kyoto Purple Sanga và Sagan Tosu.